# Batman: Zabójczy żart
Batman: Zabójczy żart (ang. Batman: The Killing Joke) – amerykańska powieść graficzna, której twórcami są Alan Moore (scenariusz) i Brian Bolland (rysunki). Została opublikowana przez DC Comics w 1988; jej polskie wydanie ukazało się dwukrotnie: w 1991 nakładem wydawnictwa TM-Semic i w 2012 nakładem wydawnictwa Egmont Polska.

## Streszczenie
Zabójczy żart jest historią postrzelenia Barbary Gordon, córki komisarza Jamesa Gordona, przez Jokera, odwiecznego wroga Batmana. Człowiek-nietoperz rusza w pościg za Jokerem i umieszcza go w więzieniu Arkham, jednak Barbara nie odzyskuje zdrowia i zostaje sparaliżowana, w efekcie czego zmuszona jest zarzucić karierę Batgirl i zostaje Oracle (Wyrocznią).
Komiks ukazuje też genezę postaci Jokera i przyczyny jego szaleństwa. Zgodnie z tą wersją, Joker był prawdopodobnie drobnym gangsterem o nieznanej tożsamości, pracującym także w pobliskim cyrku w Gotham City jako dość marny komik. Podczas akcji sabotażowej w fabryce Monarch, został razem ze swoimi wspólnikami zaskoczony przez Batmana i w czasie ucieczki wpadł do kadzi z chemikaliami w pobliskich zakładach chemicznych Axis. Wypadek ten zmienił kolor jego skóry na kredowobiały i zabarwił jego włosy na zielono, a także w wyniku porażenia nerwów wykrzywił twarz w charakterystycznym, nienaturalnym uśmiechu.